# Museo de los Yaquis
El museo de los Yaquis es un espacio cultural que se encuentra ubicado en el pueblo de Cócorit, Sonora. Está conformado por 11 salas temáticas que permiten conocer la cosmovisión, territorio, fiestas tradicionales, música y danza, etnografía, gobierno, medicina, vida cotidiana e historia del pueblo Yaqui, desde sus orígenes hasta el siglo XX, pasando por los períodos de lucha y supervivencia.
El museo se destaca por mostrar la cultura viva del pueblo Yaqui; que se ha distinguido por su tenacidad en la defensa de su territorio y sus tradiciones culturales. Además, en la organización del Museo de los Yaquis destaca el hecho de que su proyecto museográfico es producto de un cuidadoso y elaborado trabajo de investigación en el que participaron profesionales de distintas disciplinas y artistas locales.
El museo fue roconocido por la organización National Geographic por ser uno de los pocos en el orbe destinados a la preservación de la cultura indígena.

## Historia
El Museo de los Yaquis fue inaugurado el 10 de septiembre de 1985 y se ubicó en la planta baja de la Biblioteca Pública Municipal de Ciudad Obregón. Posteriormente fue trasladado a la comunidad de Cócorit y reinaugurado el 10 de abril de 2008. En periodos de Semana Santa se han registrado mayor afluencia de visitantes, lo cual pone en evidencia el gran interés del público por la cultura Yaqui.
El edificio ocupado por el museo fue construido originalmente en 1890 y era una casa de huéspedes. A principio de 1900 fue utilizado como cuartel militar y de 1920 a 1960 se usó como hotel y casa antes de que se convirtiera en espacio de oficinas por un periodo de 10 años. Desde 1980, se utiliza de nuevo como casa de huéspedes hasta que el gobierno del estado de Sonora lo compró en 2004 para poder construir el museo.

## Propósito
Los programas del Museo están orientados a promover el conocimiento y valoración de la historia y cultura de Los Yaquis. Entre los principales objetivos del museo se encuentran el de investigar, rescatar y preservar la lengua, costumbres y tradiciones, así como fomentar la conciencia sobre la contribución de los yaquis a la historia de Sonora y de México.

## Servicios
El Museo ofrece un programa de Visitas Guiadas dirigida a grupos escolares y grupos organizados de la sociedad civil, profesionistas o empresas, también ofrece cursos y talleres de arte, artesanía y lengua Yaqui para diferentes públicos así como conferencias, mesas de análisis y reflexión, presentación de libros, etcétera.
Las visitas guiadas se ofrecen en español y yaqui (los equipos electrónicos están programados en estas dos lenguas), y en casos especiales, en inglés y francés.
El Museo además de su exposición permanente con sus 11 salas temáticas cuenta con una sala de exposiciones temporales en la que se muestran expresiones culturales, artísticas y religiosas del pueblo yaqui y de las etnias sonorenses, una cafetería que ofrece servicio de comida tradicional yaqui a los visitantes y un amplio patio en el que se realizan diferentes actividades culturales y artísticas.